# Африканский широкорот
Африканский широкорот (лат. Eurystomus glaucurus) — птица семейства сизоворонковые (Coraciidae).

## Описание
Африканский широкорот величиной примерно 29—30 см. Верхняя и нижняя части тела, а также голова имеют окраску от коричневатого до каштанового цвета, грудь имеет фиолетовый оттенок. Первостепенные и второстепенные маховые перья крыльев тёмно-синие. Хвост голубой на нижней стороне, на конце тёмный. Подхвостье также голубого цвета. Жёлтый клюв короткий и сильный. Ноги серые, радужины тёмные.

## Распространение
Африканский широкорот распространён на Мадагаскаре, к западу от Сенегала до восточного Судана, на юге Анголы и на севере ЮАР.

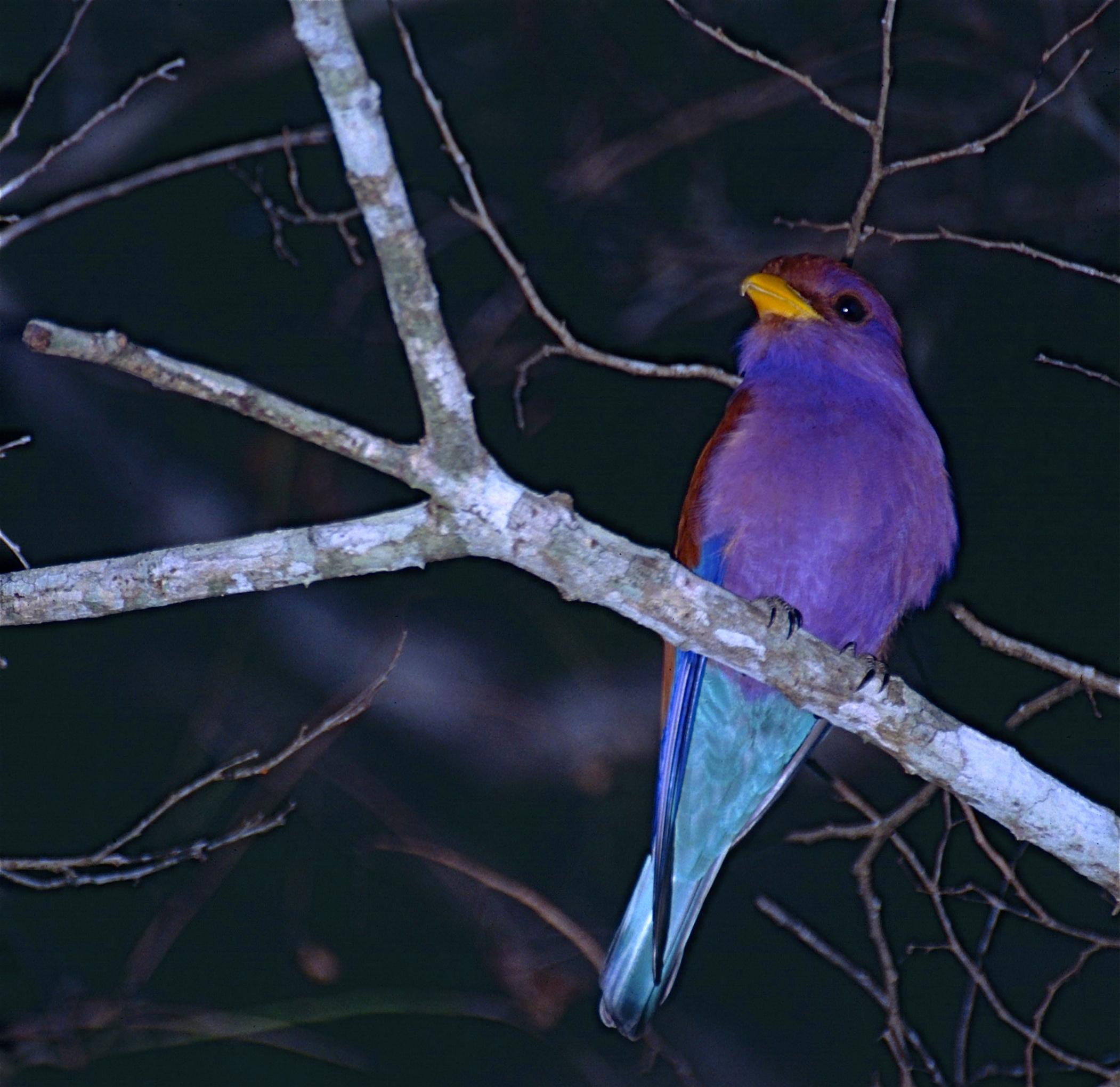
Типичный подвид Eu. g. glaucurus, обитающий на Мадагаскаре.

Ареалы синегорлого широкорота и африканского широкорота пересекаются в Центральной и Западноафриканской зоне влажных джунглей. Синегорлый широкорот меньше и имеет маленькое синее пятно на горле. Верхняя часть тела, грудь и брюхо также коричневатые. Нижняя часть тела черноватая.
Африканский широкорот живёт на больших лугах и по берегам рек в зоне влажных джунглей, в саванном лесу, на обрабатываемых землях с редкими деревьями, на лесистых холмах и травянистых равнинах с несколькими группами деревьев. Птице необходимы большие деревья и живёт она преимущественно вблизи водоёмов.

## Подвиды
Международный союз орнитологов выделяет 4 подвида:
- E. g. afer распространён от Сенегала через Нигерию до Судана. Спина коричневая, боковые стороны слабого зеленовато-синего цвета.
- E. g. aethiopicus — область распространения пересекается в Судане с E. g. afer, а в Уганде и Кении с E. g. suahelicus, кроме того, он обитает в Эфиопии. Внешне похож на E. g. afer, однако, он немного больше, а части тела ржавого и фиолетового оттенков светлее.
- E. g. suahelicus — область распространения пересекается с E. g. afer и E. g. aethiopicus между 5° северной широты и экватором, а ареал простирается до Анголы, Трансвааля и Зулуленда. Части тела ржавого и фиолетового оттенков светлее чем у E. g. aethiopicus. Голова расплывчатого фиолетового цвета, нижняя часть тела синяя. Он немного крупнее чем E. g. afer.
- E. g. glaucurus распространён на Мадагаскаре, зимует в Восточной Африке. Он похож на E. g. suahelicus, только крупнее, а нижняя часть тела тёмного серо-голубого цвета.